# Нечипоренко, Николай Гаврилович
Николай Гаврилович Нечипоренко (6 декабря 1896 — 26 мая 1975) — орудийный номер 260-го гвардейского пушечного артиллерийского полка 17-й гвардейской Ленинградской пушечной артиллерийской бригады, 2-й Украинский фронт, гвардии красноармеец.

## Биография
Родился 6 декабря 1896 года в селе Николаевка (ныне Зачепиловского района Харьковской области Украины).
Был призван в Красную Армию в августе 1941 года. Воевал на Южном фронте, Сталинградском фронте, Донском фронте, Западном фронте, Ленинградском фронте, 2-м Украинском фронте в должностях орудийного номера, заряжающего, наводчика орудия.
Участвовал в боях в Будапеште. 28 декабря 1944 года под огнём противника в одиночку уничтожил огневую точку. 9 января 1945 года разведал места расположения орудий противника и точным огнём уничтожил немецкие орудия. 12 января принял на себя командование и управлял огнём. Будучи раненым, продолжал выполнять боевую задачу. 15 мая 1946 года за образцовое выполнение боевых заданий присвоено звание Героя Советского Союза с вручением ордена Ленина и медали «Золотая Звезда».
После войны демобилизован. Жил в селе Травневое Харьковской области. Умер 26 мая 1975 года.